# Leven (fleuve)
Pour les articles homonymes, voir Leven (homonymie).
Le Leven est un fleuve côtier du nord-ouest de l'Angleterre. Il est l'émissaire du lac Windermere depuis son extrémité sud puis coule sur une longueur d'environ 13 km vers la baie de Morecambe. Son estuaire délimite les péninsules de Cartmel (en) et de Furness.